# تیمو روتینن (نقشه‌خوان)
تیمو روتینن (انگلیسی: Timo Rautiainen؛ زادهٔ ۱۳ نوامبر ۱۹۶۴) نقشه خوان، راننده خودروی مسابقه‌ای، و راننده رالی اهل فنلاند است.